# Norfolk-sziget
A Norfolk-sziget (angolul Norfolk Island, IPA: [ˈnɔːrfək ˈaɪlənd]) Ausztrália külbirtoka Óceániában. Székhelye Kingston.
A szomszédos Phillip-szigettel és Nepean-szigettel együtt alkotja a Norfolk-sziget területet (Territory of Norfolk Island).

## Neve
A szigetet Cook Edward Howard Norfolk 9. hercegének felesége, Mary Blount (1702–1773) kérésére nevezte el Norfolkról.

## Földrajz
Óceánia egyik szigete Új-Kaledónia és Új-Zéland között, az előbbitől 785 km-nyire, a kis Nepean és Philip-szigeteket is beleszámítva 43,5 km² területtel. Kikötője nincs; csakis a Sydney- és Cascade-öblöknél közelíthető meg, de viharos időkben egyáltalán nem lehet hozzáférni. A fennsíkot alkotó sziget legmagasabb csúcsa a Pitt-hegy (317 m). Norfolkot buja növényzet takarja; a sajátságos alakú Norfolk-szigeti fenyők (Araucaria heterophylla) pompás erdőket alkotnak.

## Története
Norfolk-sziget első lakói kelet-polinéziaiak voltak, akik vagy az Új-Zélandtól északra fekvő Kermadec-szigetekről, vagy Új-Zéland Északi-szigetéről jöttek. A 14. vagy 15. században érkeztek, és több nemzedékük élt itt eltűnésükig. A település végső sorsa rejtély maradt.
1774-ben Cook fedezte fel. Jelentése nyomán úgy tűnt, hogy a szigeten rostnövényeket és hajóárbócnak való fát lehet termelni. Ennek azért volt jelentősége, mert akkoriban a brit flotta mozgásképessége a Baltikumból érkező vitorlavászontól és kötelektől függött. A Baltikum kikötői pedig orosz kézen voltak, vagyis a brit flotta harcképessége az orosz cár jóindulatától függött. Ezért döntöttek úgy Angliában, hogy az Ausztráliába tartó flotta vigyen foglyokat a Norfolk-szigetre is. Az eredeti várakozások nem teljesültek, de 1788 és 1842 között kevés megszakítással deportáltak laktak ott. 1842-ben elnéptelenedett. 1856-ban a Bounty hajó fellázadt matrózainak utódait – pontosabban azok egy részét – telepítették itt le, mert eredeti lakhelyük, a Pitcairn-szigetek túlnépesedett. Ezeknek utódai (mintegy 600-an) laktak rajta ezután.
A második világháborúban nagy légitámaszpont, üzemanyag-feltöltő hely működött itt, de támadás nem érte. 1979-ben Norfolk-sziget korlátozott autonómiát kapott Ausztráliától, a sziget kormányának hatáskörébe került a szigettel kapcsolatos legtöbb ügy. A pénzügyi problémák és a turisztikai bevételek csökkenése miatt Norfolk-sziget kormánya az ausztrál szövetségi kormányhoz fordult segítségért 2010-ben. Ennek eredményeként a szigetlakók első ízben fizettek jövedelemadót, de bővültek a számukra elérhető jóléti szolgáltatások.

## Gazdaság
A területének 11%-a szántó, 28%-a rét és legelő. Növénytermesztés: citrusformák, ananász, banán, zöldségfélék. Idegenforgalom.